# Éjszakai mesék
Az Éjszakai mesék (eredeti cím: Nightbooks) 2021-ben bemutatott amerikai fantasy film, amelyet David Yarovesky rendezett, J. A. White Nightbooks című regénye alapján. A főbb szerepekben Winslow Fegley, Lidya Jewett és Krysten Ritter látható.
Amerikában és Magyarországon 2021. szeptember 15-én a Netflixen mutatták be.

## Cselekmény
Alex Mosher, a Brooklynban élő kisfiú meghallja, hogy a szülei arról beszélgetnek, mennyire aggódnak amiatt, hogy a fiú folyton ijesztő történeteket ír, és hogy félnek attól, hogyan fog reagálni egy nemrégiben történt incidensre. Alex fájdalmában sikoltozva feldúlja a szobáját, felkapja az "Éjszakai meséket", és a lifttel lemegy az alagsorba, azt tervezve, hogy elégeti őket a kemencében.
A lift hirtelen megáll  egy sötét emeleten, ahol egy lakás nyitott ajtaján feltárul egy tévé, amelyen Alex kedvenc sorozatát, az "Elveszett fiúkat" vetítik. Belép, és meglát egy darab tökös pitét, amihez nem nyúltak hozzá. Megeszi a pitét és elájul, aminek hatására az ajtó és a tévé eltűnik.
Arra ébred, hogy egy Natacha nevű gyönyörű boszorkány varázslatos lakásában találja magát, aki egy szekrényt mutat neki, ami tele van olyan gyerekek ruháival, akik "nem voltak hasznosak számára". Alex tagadja, hogy bármilyen különleges tulajdonsággal rendelkezne, de amikor megmutatja neki a könyveit, a nő azt követeli, hogy minden este olvasson fel neki egy új történetet, különben meghal. A nő a házvezetőnő, egy Jázmin nevű lány mellé állítja, akit a washingtoni lakásból elcsaltak, és járja a világot, áldozatokat keresve. Az ajtók csak Natacha kulcsára reagálnak. Rosszkedvű, néha láthatatlan macskája, Lenore kémkedik utánuk.
Natacha követeli, hogy Alex történetei szerencsétlenül végződjenek. Ha nem, a lakás megremeg. A nő többször is megkérdezi, miért akarta elégetni az írásait, de a fiúnak sikerül elterelnie a figyelmét. Alex hatalmas könyvtárában kutatva ihlet után, a könyvek margóján jegyzeteket talál, amelyekben egy csapdába esett lány menekülési terveit részletezi. A lány a féltve őrzött egyszarvú nyakláncáról ír, ezért "Egyszarvú lánynak" nevezi el.
Yasmin és Alex összebarátkoznak, és végül elnyerik Lenore bizalmát. Yasmin könnyes szemmel elárulja, hogy félt összebarátkozni vele, mert Natacha megölte a többieket azzal, hogy kis figurákká változtatta őket, amelyek most Natacha szekrényében vannak kiállítva. Egyiknek sincs egyszarvú nyaklánca; Alex ebből arra következtet, hogy az egyszarvú lány megszökött. A jegyzetei egy altatóital receptjét tartalmazzák. Lenore belecsempészi Natacha parfümös üvegébe. Amikor Natasa elalszik, ellopják a kulcsait, és kinyitják az ajtót, felfedve egy erdőt. Hamarosan rájönnek, hogy még mindig a lakásban vannak.
Egy gonosz egyszarvú egy mézeskalács házikóhoz tereli őket, amely megbabonázza Yasmint. Megeszik a mézeskalácsot és elájulnak. Alex arra ébred, hogy Yasmin és Lenore egy számtalan koponyával bélelt szobába van bezárva. Kék köd szivárog egy koporsóból, amelyben egy boszorkányszerű alak van. Natacha elárulja, hogy ő volt az egyszarvú lány, aki miután sikeresen elmenekült az eredeti boszorkány elől – aki Natacha kivételével minden áldozatát megette –, el tudta altatni, és visszatért az otthonába, csakhogy a szülei elköltöztek. Mivel nem volt hová mennie, visszatért, boszorkánymesterséget tanult, és végül a boszorkányt mély álomba ringatta, ijesztő történetekkel, mivel mérhetetlenül szerette őket. Alex a saját ijesztő történeteivel segít neki öntudatlanul tartani a boszorkányt, miközben Natacha szüreteli a mágiáját. A szoba megremeg. Mindannyian meghalnak, ha a boszorkány felébred. Alex félelme attól, hogy elmondja az igazságot, teszi a végső ijesztő történetet. Alex elmesél egy történetet: Alex már megszokta, hogy csúfolják, de a születésnapján az állítólagos legjobb barátja, Josh bevallja, hogy Alex túl "furcsa". Helyette mindenki Cody bulijára megy. Alex szülei elkeserednek, amikor senki sem jön Alexhez. "Megutáltatták vele önmagát", Alex pedig szégyenkezve és megbántva elhatározza, hogy elrejti azt, ami őt különlegessé tette. Natacha és az alvó boszorkány megnyugszik, de Alex hirtelen azt mondja, hogy örül, hogy elrabolták, mert megismerte Yasmint és Lenore-t, a barátokat, akik értékelik őt.
A happy end felébreszti a förtelmes boszorkányt. Miközben a boszorkányok harcolnak, Yasmin felkapja Natacha parfümös üvegét, és Alexszel és Lenore-ral együtt elmenekül. A bejárati ajtó Alex házába nyílik. A kiéhezett boszorkány a pincébe üldözi őket. Alex azzal tereli el a figyelmét, hogy úgy tesz, mintha egy történetet olvasna, majd egy sziklaszilárd szünetet tart, és az üres füzetet a kemencébe dobja. A boszorkány érte nyúl. Belökik és zárva tartják az ajtót, amíg az elolvad.
Alex bemutatja Yasmint és Lenore-t az elragadtatott szüleinek, mint a legjobb barátait. Yasmin újraegyesül a családjával. Egy későbbi látogatás alkalmával egy gyönyörű, bőrkötéses jegyzetfüzetet ad Alexnek, a következő aláírással: "Maradj furcsa mesemondó. Yas."
Közben Natacha szekrényében egy figura recsegni-ropogni kezd.

## Szereplők
| Szerep  | Színész        | Magyar hang        | Leírás |
| ------- | -------------- | ------------------ | --- |
| 32728   | Winslow Fegley | Vida Bálint        | Ijesztő történetekre fogékony kisfiú, aki egy gonosz boszorkány karmai közül akar kiszabadulni.                                                      |
| Jázmin  | Lidya Jewett   | Mayer Szonja       | Lány, akit évekkel ezelőtt csapdába ejtett és elcsalt egy boszorkány, és arra kényszerül, hogy a szobalánya legyen, amíg Alex be nem lép az életébe. |
| Natacha | Krysten Ritter | Bogdányi Titanilla | Boszorkány, aki gyerekeket rabol el, Alex és Jázmin fogvatartója.                                                                                    |

### Magyar változat
- Magyar szöveg: Blahut Viktor
- Hangmérnök: Hegede Béla
- Vágó: Kránitz Bence
- Gyártásvezető: Kablay Luca
- Szinkronrendező: Stern Dániel
- Produkciós vezető: Felföldi Anna

A szinkront a SDI Media Hungary készítette el.

## A film készítése
2019 júniusában bejelentették, hogy a Netflix a Nightbooks adaptációját készíti, a forgatókönyvet Mikki Daughtry és Tobias Iaconis írja. 2020 októberében bejelentették, hogy Krysten Ritter, Winslow Fegley és Lidya Jewett lesz a főszereplője a filmnek, a rendező pedig David Yarovesky. A film producerei Sam Raimi és Romel Adam voltak, valamint Mason Novick és Michelle Knudsen.
2020. október 14. és december 17. között zajlottak a forgatások Torontoban.